# Robert Morris Colonials

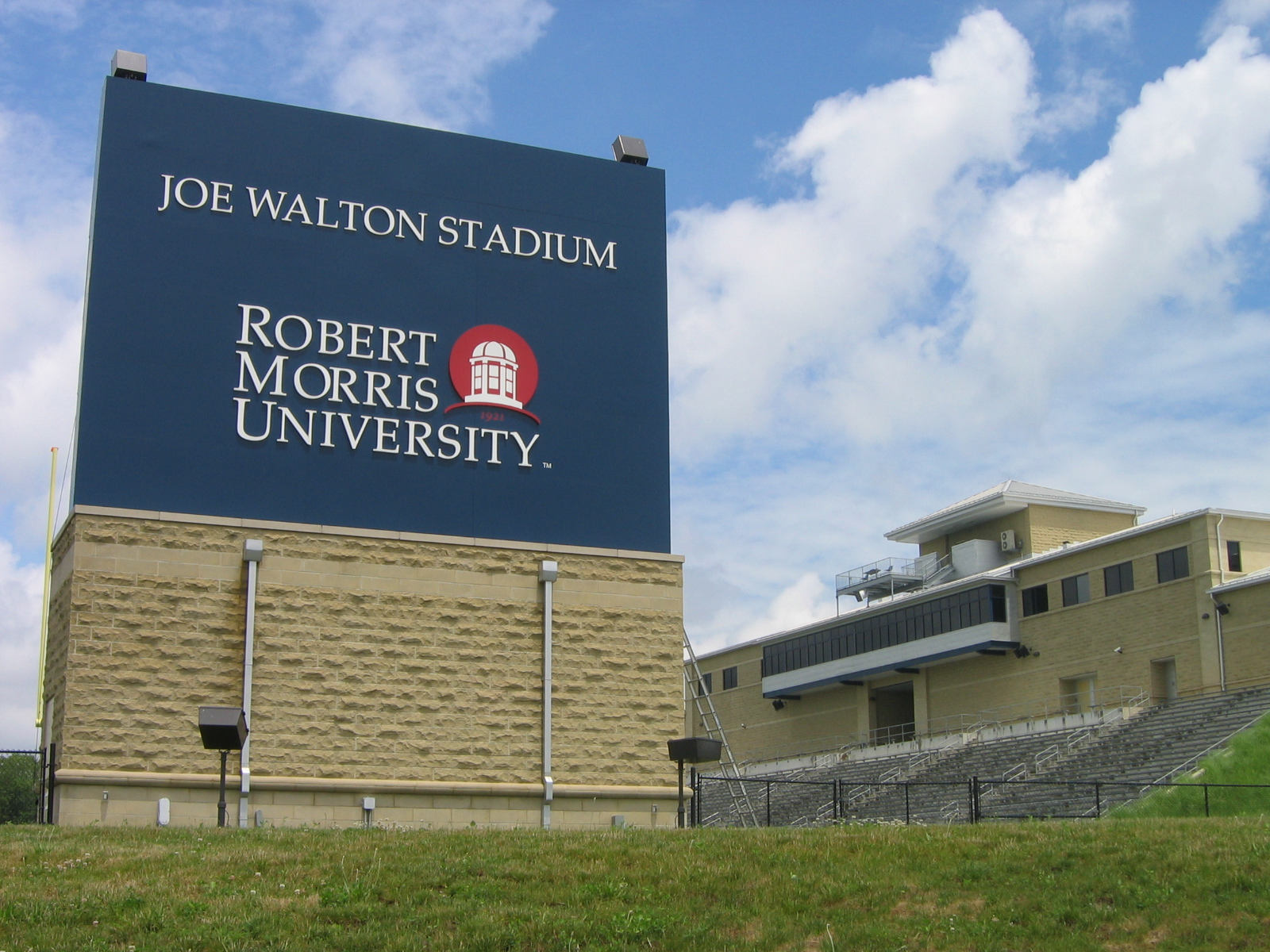
Joe Walton Stadium.

Robert Morris Colonials (español: los colonos de Robert Morris) es el nombre de los equipos deportivos de la Universidad Robert Morris, situada en Moon (Pensilvania). Los equipos de los Colonials participan en las competiciones universitarias organizadas por la NCAA, y la mayoría de los equipos se mudaron de la Northeast Conference a la Horizon League el 1 de julio de 2020. Las únicas excepciones fueron las siguientes:
- Los equipos de fútbol americano y de lacrosse masculino compiten en la Northeast Conference. Robert Morris se reincorporó a esos dos deportes en julio de 2024.
- Los equipos de hockey sobre hielo masculino y femenino compiten en Atlantic Hockey America, formado después de la temporada 2023-24 por la fusión de la Atlantic Hockey Association y College Hockey America (CHA). Antes de la fusión de las conferencias, los hombres habían jugado en la Association y las mujeres en la CHA.
- El equipo femenino de lacrosse juega en la Mid-American Conference.
- El equipo femenino de remo compite en la Metro Atlantic Athletic Conference.

## Programa deportivo
Los Colonials compiten en seis deportes masculinos y en nueve femeninos:
| - Masculino - Baloncesto - Fútbol - Hockey sobre hielo - Lacrosse - Fútbol americano - Golf | - Femenino - Cross - Hockey sobre hielo - Baloncesto - Sóftbol - Voleibol - Atletismo - Atletismo cubierta - Fútbol - Lacrosse - Remo |

## Instalaciones deportivas
- El UPMC Events Center es el pabellón de los equipos de baloncesto masculino y femenino y el equipo de voleibol femenino. Fue inaugurado en 2019 y tiene capacidad para 4.000 espectadores.[1]
- RMU Island Sports Center es el centro deportivo donde disputan sus partidos los equipos de hockey sobre hielo. Fue inaugurado en 1998 y tiene una capacidad para 1.200 espectadores.[2]
- Joe Walton Stadium, es el estadio donde disputan sus encuentros el equipo de fútbol americano. Fue inaugurado en 2005 y tiene una capacidad para 3.000 espectadores.[3]